# Andrew Gwynne
Pour les articles homonymes, voir Gwynne.
Andrew John Gwynne (né le 4 juin 1974) est un homme politique britannique. Membre du Parti travailliste, il est député de Denton et Reddish dans le Grand Manchester depuis 2005, où il a remplacé Andrew Bennett, partant à la retraite.
Gwynne est nommé au Cabinet fantôme comme ministre fantôme sans portefeuille par le leader travailliste Jeremy Corbyn en octobre 2016, puis devient président des campagnes et des élections en février 2017 . À la suite des élections générales de 2017, il est nommé secrétaire d'État fantôme pour les communautés et le gouvernement local par Jeremy Corbyn. Il devient sous-secrétaire d'Etat à la Santé et la Prévention dans le gouvernement Starmer le 9 juillet 2024.
Gwynne est membre du syndicat Unite, du Parti coopératif et des chrétiens de gauche.

## Jeunesse
Né et élevé à Manchester, Gwynne fait ses études à l'Egerton Park Community High School (maintenant appelé Denton Community College) à Denton, Tameside College of Technology à Ashton-under-Lyne, North East Wales Institute of Higher Education à Wrexham de 1992 à 1995 et l'Université de Salford de 1995 à 1998, obtenant un BA en politique et en histoire contemporaine .

## Début de carrière politique
À l'âge de 21 ans, Gwynne devient le plus jeune conseiller d'Angleterre, quand le 2 mai 1996, il est élu au Tameside Metropolitan Borough Council, représentant le quartier de Denton West pour le Parti travailliste. Il est réélu en 2000 et 2004, quand il est en tête du scrutin dans une élection résultant des changements de limites dans l'arrondissement. De 1998 à 2001, il préside l'Assemblée du district de Denton et Audenshaw et, de 2003 à 2004, il préside le comité d'examen des ressources et des services communautaires.

## Carrière parlementaire
Le 5 mai 2005, à l'âge de 30 ans, Gwynne est le plus jeune député travailliste du Parlement de 2005.

### Postes gouvernementaux
Il est nommé au Comité de procédure de la Chambre des communes en juin 2005 et, bien qu'il n'ait été élu que six mois plus tôt, le 10 novembre 2005, Gwynne est promu au poste de Secrétaire parlementaire privé (PPS) de Patricia Scotland, Ministre d'État chargé de la justice pénale et de la gestion des délinquants au ministère de l'Intérieur. Entre juillet 2007 et juin 2009, il occupe le poste de Secrétaire parlementaire privé du ministre de l'Intérieur, Jacqui Smith. Au cours de cette période, il est également élu président des Amis travaillistes d'Israël et dirige des délégations de députés britanniques en Israël et dans les territoires palestiniens . En juin 2009, il devient secrétaire parlementaire privé du secrétaire d'État à l'enfance, à l'école et à la famille, Ed Balls.
En octobre 2010, Gwynne devient ministre fantôme des transports chargé du transport de passagers. Lors du remaniement du banc avant de l'opposition d'octobre 2011, il est nommé à l'équipe Shadow Health par Ed Miliband. Il est reconduit en septembre 2015, à la suite de l'élection de Jeremy Corbyn à la tête du parti .
Gwynne est impliqué dans la campagne pour la justice pour les victimes et les familles du scandale du sang contaminé, réaffirmant son engagement en faveur de la cause à l'occasion de la Journée mondiale de lutte contre le sida en 2016 . 

### Activité de campagne
Gwynne joue un rôle de premier plan dans l'organisation du parti travailliste dans l'élection partielle d'Oldham West et de Royton, provoquée par la mort du député Michael Meacher, en 2015 ,. Le candidat travailliste Jim McMahon gagne le siège avec une majorité de plus de 10 000 personnes et augmente la part des voix du parti.
Andy Burnham choisit Gwynne pour diriger la campagne du maire de Burnham dans le Grand Manchester. Après avoir soutenu la tentative réussie de Burnham d'être sélectionné comme candidat du Labour plutôt que le favori, Tony Lloyd, Gwynne reste en tête de la campagne de Burnham en 2017.

### Loi sur l'allègement de la dette
En 2010, Gwynne introduit la loi sur l'allégement de la dette des pays en développement pour restreindre les activités des «fonds vautours». Cette législation empêche les fonds vautours de réaliser des profits exorbitants grâce à la restructuration de la dette de pays pauvres très endettés, limitant le montant que les fonds vautours peuvent intenter devant les tribunaux britanniques au montant qu'ils auraient obtenu s'ils avaient pris part à l'allégement de la dette. Le gouvernement britannique estime que la loi permettra d'économiser 145 millions de livres sur six ans .
En 2016, Gwynne est invité à prononcer un discours liminaire sur les moyens de lutter contre les fonds vautours et les dommages qu'ils causent aux pays en développement lors de la 135e Union interparlementaire (UIP) à Genève .

### Nomination au cabinet fantôme
Gwynne est nommé au cabinet fantôme en octobre 2016, travaillant dans l'équipe du cabinet de l'opposition et devenant le porte-parole du cabinet fantôme lors d'apparitions dans les médias. En novembre 2016, il joue un rôle clé en aidant à réformer les limites des circonscriptions proposées dans le projet de loi sur les circonscriptions parlementaires élaboré par le député Pat Glass, et présente le projet de loi sur la formation à l'égalité des personnes handicapées (chauffeurs de taxi et de véhicules de location privés), qui vise à fournir un soutien aux utilisateurs handicapés des services de taxi. Le projet de loi reçoit le soutien de tous les partis, mais en raison de l'obstruction systématique de deux députés conservateurs, Sheryll Murray et Tom Pursglove, il n'est pas voté.
En 2017, Gwynne est nommé à la tête de la campagne du Labour pour l'élection partielle de Copeland à la suite de la démission de Jamie Reed. Gwynne axe la campagne sur les projets des conservateurs de couper les services à l'hôpital West Cumberland et de déplacer certaines installations hospitalières, y compris les services de maternité, à Carlisle, à 128 km de là.
En février 2017, Gwynne est promu président des élections et de la campagne tout en conservant certaines de ses fonctions au Cabinet Office et son rôle de porte-parole. Il partage son nouveau poste avec Ian Lavery .
Au cours de la campagne électorale de 2017, Gwynne affronte le ministre des Affaires étrangères Boris Johnson sur Sky News, qualifiant Johnson de «pilier» dans un débat sur la politique du Brexit ,.
Il est réélu en 2015 avec une majorité de 10511 voix. Il est de nouveau réélu en 2017 avec une majorité accrue de 14077 voix, soit une augmentation de 12,7% depuis l'élection générale de 2015 (63,5% des voix) . À la suite des élections générales de 2017, Gwynne conserve son rôle de président pour les élections et les campagnes et est promu au poste de secrétaire des Communautés fantômes et du gouvernement local, en remplacement de Grahame Morris.
Il est de nouveau réélu en 2019 avec une majorité plus réduite de 6 175 voix (50,06% des voix). Seuls 58,3% des électeurs se sont rendus aux urnes dans la circonscription de Denton et Reddish . En 2020, un jour après que Keir Starmer ait été élu dirigeant travailliste, il démissionne de son poste de secrétaire des Communautés fantômes et du gouvernement local.

## Vie privée
Il est le fils du commentateur et journaliste sportif John Gwynne. Il épouse Allison Dennis en mars 2003 à Tameside, et ils ont deux fils et une fille . Allison Gwynne est conseillère pour Denton North East Ward of Tameside Council .
Gwynne évoque son expérience de la dépression à certains moments de sa vie politique, ainsi que d'une embolie pulmonaire. En juillet 2020, il révèle qu'il a eu le COVID-19 pendant 16 semaines, un état appelé "long COVID".